# Большой Хомутец
Большо́й Хомуте́ц — село Добровского района Липецкой области. Центр Большехомутецкого сельсовета. Через село протекает река Колпинка, впадающая в озеро Стабное.
Упоминается в документах 1627—1628 годов как «село Хомутец на речке Хомутовке за рекою Воронеж на нагайской стороне». Селение было владением московского Чудова монастыря. В 1911 году в селе было 352 двора и 2617 человек населения (1289 человек мужского пола и 1328 женского). В селе существовала казённая, одноклассная школа.
Название — по прежде существовавшей небольшой реке Хомутица. Гидроним от слова хомутец — изгиб русла в виде хомута.
В XIX веке в Большом Хомутце построили Троицкую церковь ().

## Население
| 2006 | 2010  |
| ---- | ----- |
| 1190 | ↘1060 |

## Известные уроженцы
Герой Советского Союза:
- И. И. Стрельников
- И. С. Зарников[5]

Командиры в годы Великой Отечественной войны:
- И. И. Инютин